# Acracanthostoma nigritarse
Acracanthostoma nigritarse là một loài nhện trong họ Thomisidae.
Loài này thuộc chi Acracanthostoma. Acracanthostoma nigritarse được Lodovico di Caporiacco miêu tả năm 1947.